# 윤선애
윤선애(1983년 10월 3일 ~ )는 대한민국의 포스코에너지 소속 탁구 선수이다. 2012년 중국 마카오 아시아 선수권대회 당예서, 석하정, 박영숙, 양하은과 함께 단체전 멤버였다.

## 기타수상
- 2013.10월 인천전국체전 여자일반부 단체전 금메달(유은총,윤선애,전지희,최정민)